# Arenivaga investigata
Arenivaga investigata är en kackerlacksart som beskrevs av Friauf och Edney 1969. Arenivaga investigata ingår i släktet Arenivaga och familjen Polyphagidae. Inga underarter finns listade i Catalogue of Life.